# Gabriel Katopodis
Gabriel Nicolás Katopodis (Buenos Aires, 6 de marzo de 1967) es un abogado y político argentino que ocupa el cargo de Ministro de Infraestructura y Servicios Públicos de la provincia de Buenos Aires desde el 10 de diciembre de 2023. Anteriormente fue ministro de Obras Públicas de la Nación Argentina entre 2019 y 2023 y entre 2011 y 2019 fue intendente del partido de General San Martín, en la Zona Norte del Gran Buenos Aires.

## Biografía

### Comienzos
Nació en el barrio de Belgrano, en la Ciudad Autónoma de Buenos Aires, siendo sus dos padres hijos de inmigrantes griegos. Es miembro de la Iglesia Ortodoxa Griega. Desde mediados de la década de 1980 reside en la ciudad de San Martín, con su esposa, la docente Nancy Cappelloni.
Recibido en la Facultad de Derecho de la UBA, hizo un Postgrado en Gestión Pública en la Facultad Latinoamericana de Ciencias Sociales (FLACSO) y cursó los estudios de Maestría en Administración Pública en la Facultad de Ciencias Económicas (UBA).
Es Ayudante de Primera (interino) con dedicación simple en la asignatura "Teoría Política Contemporánea" de la carrera de Ciencias Políticas en la Facultad de Ciencias Sociales de la Universidad de Buenos Aires -actualmente se encuentra de licencia.

### Inicios en política
Desde hace más de 20 años, lidera la agrupación política Compromiso por San Martín y desde ella trabaja junto a organizaciones de la sociedad.[cita requerida]
Entre 2003 y 2005 se desempeñó como funcionario del Ministerio de Desarrollo Social de la Nación y como Gerente General del Fondo de Capital Social (FONCAP).[cita requerida]
De 2005 hasta 2008 se desempeñó como Subsecretario del Ministerio de Desarrollo Social de la Provincia de Buenos Aires.[cita requerida]

### Intendente de San Martín (2011-2019)
En 2007 había sido candidato a intendente pero quedó en segundo puesto frente a Ricardo Ivoskus.
El 23 de octubre de 2011, fue elegido intendente, representando al Frente Social de la Provincia de Buenos Aires (alineado al kirchnerismo) con el 36,98% de los votos, imponiéndose sobre Daniel Ivoskus, candidato Radical de Honestidad y Trabajo, quien obtuvo el 32,1% de los sufragios; en ese momento con el apoyo de Sergio Massa, Joaquín de la Torre, el ministro del interior Florencio Randazzo y el candidato a vicegobernador Gabriel Mariotto. 
El 25 de octubre de 2015 Katopodis fue reelecto como intendente, representando al Frente para la Victoria con el 39,81% de los votos, imponiéndose sobre el ex intendente Ricardo Ivoskus, del partido San Martín con Honestidad y Trabajo, aliado a la coalición Cambiemos (34,75%).

#### Obras públicas
En su primer mandato por el Plan Integral de Refacciones y Mejoras en los Espacios Públicos el municipio refaccionó 25 espacios verdes. En 2014,se construyó el primer Complejo Natatorio Municipal de la ciudad, un espacio de 2.100 m² en José León Suárez. con dos piletas, una de ellas climatizada y con techo corredizo.
En su segundo mandato, Katopodis ha inaugurado obras estructurales en San Martín financiadas por fondos municipales. Entre las más destacadas se encuentra el Complejo Natatorio Municipal de José León Suárez, el Club Municipal Peretz, el Paso Bajo Nivel de la localidad de Villa Ballester, el Túnel de Chilavert,  un Complejo de Rehabilitación y un escuela de danzas, música y circo en José León Suárez.
Asimismo, ese Municipio destinó recursos al arreglo de 35 espacios verdes de la ciudad y mejoró la Av. 25 de Mayo que es uno de los accesos a este distrito de la Provincia de Buenos Aires. Durante su gestión y después del reclamo del intendente, el gobierno nacional arregló la Ruta 8 y realizó allí un Metrobús

#### Seguridad
Para fines de 2019, el Municipio de San Martín alcanzó los 100 patrulleros blindados y monitoreados por GPS, y llegó a las 1.100 cámaras de seguridad en la Ciudad. Durante estos años, se hizo una nueva Central de Seguridad Ciudadana con un Centro de Monitoreo y nuevas postas de seguridad.

#### Protección de derechos
San Martín tiene un Sistema de Protección Integral para Mujeres que Padecen Violencia. Durante su gestión se abrió el Espacio Mujeres, un nuevo centro donde un equipo de profesionales interdisciplinarios brinda protección integral a las vecinas de ese partido que sufren maltrato o violencia.

#### Educación
Con el programa de reinserción escolar "Volvé a la Escuela", el Municipio junto a voluntarios recorre la ciudad convocando a jóvenes y adultos que no terminaron sus estudios.
Otros de los programas implementados fueron "Haciendo Escuela" con el arreglo edilicio de los edificios provinciales y "Aprendiendo" para brindar apoyo escolar gratuito para niños y niñas.

#### Servicios públicos
Se declaró en contra del aumento de tarifas de servicios públicos propuesto por el Gobierno Nacional de Mauricio Macri. El 4 de julio de 2016, un amparo elevado por él y el Municipio frente al Juzgado Federal Civil y Comercial 2 autorizó la suspensión del aumento de tarifas eléctricas para todo San Martín
A esto se han sumado sucesivas medidas presentadas ante la Justicia.

#### Gabinete municipal
El gabinete de Katopodis estuvo conformado por:
| Gabinete municipal de Gabriel Katopodis                        | Gabinete municipal de Gabriel Katopodis | Gabinete municipal de Gabriel Katopodis                                                   |
| Cartera                                                        | Titular                                 | Período                                                                                   |
| -------------------------------------------------------------- | --------------------------------------- | ----------------------------------------------------------------------------------------- |
| Secretaría de Gobierno                                         | José María Fernández Fernando Moreira   | 2013 - 10 de diciembre de 2019 10 de diciembre de 2011 - 2013                             |
| Jefatura de Gabinete                                           | Fernando Moreira                        | 29 de enero de 2018 - 10 de diciembre de 2019                                             |
| Secretaría de Economía y Hacienda                              | Juan Guillermo Sauro Miguel Apezatto    | 28 de mayo de 2013 - 10 de diciembre de 2019 10 de diciembre de 2011 - 28 de mayo de 2013 |
| Secretaría de Desarrollo Social                                | Oscar Menteguia                         | 10 de diciembre de 2011 - 10 de diciembre de 2019                                         |
| Secretaría de Obras y Servicios Públicos                       | Carlos Rodríguez                        | 10 de diciembre de 2011 - 10 de diciembre de 2019                                         |
| Secretaría de Salud                                            | Diego Capurro Robles Mariela Rossen     | ? - 10 de diciembre de 2019 10 de diciembre de 2011 - ?                                   |
| Secretaría de Producción y Desarrollo Económico                | Alejandro Tsolis Alfredo Buglioni       | ? - 10 de diciembre de 2019 10 de diciembre de 2011 - ?                                   |
| Secretaría para la Integración Educativa, Cultural y Deportiva | Nancy Cappelloni                        | ? - 10 de diciembre de 2019                                                               |
| Agencia para la Promoción del Empleo y la Capacitación Laboral | Osvaldo Lobato                          | ? - 10 de diciembre de 2019                                                               |
| Concejo de Políticas Sociales                                  | Magdalena Gagey                         | 10 de diciembre de 2011 - 26 de junio de 2013                                             |

### Ministro de Obras Públicas de la Nación (2019-2023)
En las elecciones del 2019, Katopodis volvió a presentarse como candidato a intendente por General San Martín por el Frente de Todos. Allegado al candidato a presidente Alberto Fernández, obtuvo un prominente triunfo en las PASO del mismo año con el 54,85 % de los votos, convirtiéndose en el intendente más votado de la democracia en ese partido.
El 6 de diciembre de 2019 se anunció que sería ministro de Obras Públicas de la Nación bajo el mandato del presidente Alberto Fernández, cargo que asumió el 10 de ese mes. Por este motivo el Concejo Deliberante de San Martín le otorgó licencia en el cargo de intendente municipal, siendo sucedido en el mismo por Fernando Adrián Moreira, quien fuera electo primer concejal y sirviera como Jefe de Gabinete del municipio desde el año 2011.
En enero de 2020 denunció que la gestión de Cambiemos dejó una deuda de casi $35.000 millones en obras y un 60% de los proyectos paralizados. Katopodis anunció que su plan tenía tres objetivos: "integrar a la Argentina de manera federal, generar empleo y poder reparar demandas y deudas sociales gravisimas que tiene nuestro país". Debido a los problemas presupuestarios declaró que su gestión deberá priorizar obras, trabajando en conjunto con las municipalidades y provincias que su pudo iniciar en mayo del 2020 debido a la pandemia de COVID-19.
Entre el 28 y el 30 de abril de 2021 quedó a cargo de manera interina del Ministerio de Transporte tras la muerte de Mario Meoni.
El Plan Argentina contra el Hambre es una política del Gobierno Nacional que busca garantizar la seguridad alimentaria de la población argentina. Se trata de un refuerzo complementario al Programa Nacional de Seguridad Alimentaria y Nutricional, que se implementa en etapas por todo el país. 
El Plan Argentina contra el Hambre tiene como objetivo:
Promover y fortalecer el acceso a la Canasta Básica de Alimentos 
Revertir la malnutrición infantil, la emergencia alimentaria y la pobreza 
El Plan Argentina contra el Hambre cuenta con la participación de la Mesa contra el Hambre, un grupo de trabajo presidido por el titular del Ministerio de Desarrollo Social y otras personalidades. 
El Plan Argentina contra el Hambre cuenta con la convocatoria “Ciencia y Tecnología contra el Hambre”, que busca impulsar el desarrollo tecnológico y social para el acceso a la alimentación y al agua segura. 

se propuso el primer proyecto para desarrollar el gasoducto de Vaca Muerta que totalizaba 1040 km a construir en dos etapas
 El 12 de mayo de 2023 se realizó la última soldadura de la primera fase del gasoducto. El 31 de mayo, luego de una reunión entre el presidente Alberto Fernández y su par brasileño Lula da Silva, se anunció que el BNDES financiará la exportación de tubos y láminas de acero que se utilizarán en la segunda fase de la construcción.
Como ministro lanzó la  construcción de la nueva terminal de partidas de Aeroparque que tendrá 166 puestos de check in distribuidos en cinco islas y 128 puestos de self check-in, para facilitar el trámite, más un nuevo sistema de traslado de equipaje automatizado y con mayor seguridad que tiene una capacidad para procesar hasta 4275 equipajes por hora, siendo primero de su tipo en el país y en toda América Latina. 
También llevó a cabo una auditoría que dio como resultado la denuncia por contratos de APP impulsados por el exministro Guillermo Dietrich serían anulados por sobreprecios de hasta el 70 por ciento en las obras viales de Participación Público y Privada (PPP), en la actualidad dichos contratos firmados entre 2017 y 2019 se investigan por coimas.

## Controversias

### Catering VIP con Fondos Públicos
En el marco de la crisis económica y la tensión social vivida  en el transcurso de la Pandemia de COVID-19 en Argentina, durante su gestión como Ministro de Obras Públicas de la Nación, solicitó la contratación de un lujoso servicio de Catering para las reuniones de su cartera. 
El hallazgo fue revelado por una investigación del portal web El Disenso y causó indignación en las redes sociales en momentos de alta tensión social y récord de niveles de pobreza.